# Monti del Gran Karas

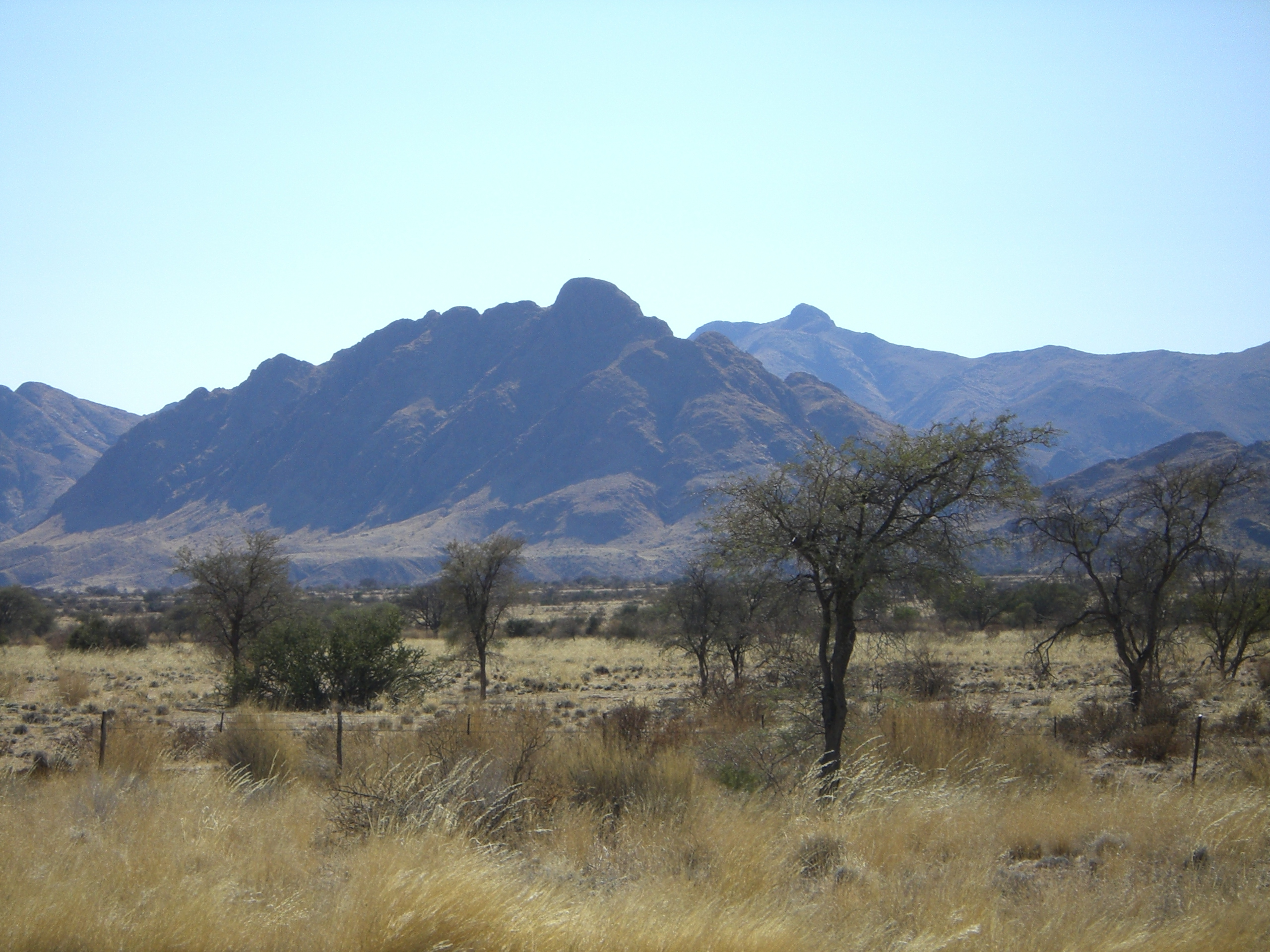
I monti del Gran Karas visti dalla strada nazionale B1.

I monti del Gran Karas (in lingua afrikaans: Groot Karasberge) sono situati nella regione di ǁKaras, nella parte meridionale della Namibia, nell'Africa meridionale.
Questi rilievi si trovano nella parte più arida del paese e formano una topografia essenziale della regione namibiana di Karas.

## Geografia
I Monti Karas sono suddivisi in Grandi Karas ad est, lunghi circa 75 km, che si elevano di circa 900-1000 m sugli altopiani circostanti e raggiungono i 2202 m nello Schroffenstein; a ovest si trovano i Piccoli Karas, alti fino a 1 500 metri. A nord dei Monti del Karas, il bacino del Nama Karoo si estende fino alla città di Mariental; a sud dei Monti Karas si trova il bacino del Gamchab, che arriva fino al Sudafrica.
I monti del Karas sono a volte molto difficili da raggiungere a causa di profonde gole e affioramenti rocciosi; i fiumi più rilevanti che scorrono nelle profonde incisioni dei Monti di Karas sono Lion, Gaab, Hom e Gamchab.
A est dei monti del Gran Karas si trova il villaggio disabitato di ǁKhauxaǃnas, con le rovine di un'antica fortezza che risale al XVIII secolo.